# T·J·利夫
泰·雅各布·利夫（1997年4月30日—）為美國男子籃球運動員，出生於以色列特拉维夫。
2022年1月12日，中国男子篮球职业联赛广州龙狮宣布與利夫簽約並完成註冊。利夫總計出賽18場，場均可挹注24.6分、12.1籃板、3.3助攻、1.8抄截、1.6阻攻。10月2日，北京首钢宣布利夫加盟球隊。利夫代表北京首钢出賽37場，場均上場27.3分，可貢獻17.6分、9.5籃板、3.7助攻、1.7抄截、1.3阻攻。2023年9月26日，北京首钢宣布與利夫完成簽約。2024年9月20日，南京同曦宣布與利夫完成簽約。

## 外部連結
- T·J·利夫在fiba.basketball（英语）
- T·J·利夫在archive.fiba.com（存檔）（英语）
- T·J·利夫在NBA（英语）
- T·J·利夫在中国男子篮球职业联赛
- T·J·利夫在Basketball-Reference.com（NBA）（英语）
- T·J·利夫在Basketball-Reference.com（NBA G聯盟）（英语）
- T·J·利夫在Basketball-Reference.com（國際）（英语）
- T·J·利夫在Sports-Reference.com（NCAA）（英语）
- T·J·利夫在ESPN（NBA）（英语）
- T·J·利夫在Eurobasket.com（球員）（英语）
- T·J·利夫在Proballers（英语）
- T·J·利夫在RealGM（英语）
- T·J·利夫在中国篮球数据库
- T·J·利夫在Flashscore（英语）